# Roffiac
Roffiac est une commune française située dans le département du Cantal, en région d'Auvergne-Rhône-Alpes.

## Géographie

### Localisation
Le village est situé sur la Planèze de Saint-Flour, haut plateau formé par l'ancien volcan du Cantal.

### Communes limitrophes
Les communes limitrophes sont Andelat, Coltines, Saint-Flour, Tanavelle, Ussel, Valuéjols et Villedieu.
| Ussel     | Coltines  | Andelat     |
| Valuéjols | Roffiac   |             |
| Tanavelle | Villedieu | Saint-Flour |

### Hydrographie
La commune est traversée d'ouest en est par l'Ander. Celle-ci est grossie par les ruisseaux de Liozargues et de Dauzanne.

### Climat
Pour des articles plus généraux, voir Climat d'Auvergne-Rhône-Alpes et Climat du Cantal.
En 2010, le climat de la commune est de type climat océanique altéré, selon une étude du CNRS s'appuyant sur une série de données couvrant la période 1971-2000. En 2020, Météo-France publie une typologie des climats de la France métropolitaine dans laquelle la commune est exposée à un climat de montagne ou de marges de montagne et est dans une zone de transition entre les régions climatiques « Ouest et nord-ouest du Massif Central » et « Nord-est du Massif Central ».
Pour la période 1971-2000, la température annuelle moyenne est de 8,6 °C, avec une amplitude thermique annuelle de 15,9 °C. Le cumul annuel moyen de précipitations est de 801 mm, avec 9,5 jours de précipitations en janvier et 6,8 jours en juillet. Pour la période 1991-2020, la température moyenne annuelle observée sur la station météorologique de Météo-France la plus proche, sur la commune de Saint-Flour à 5 km à vol d'oiseau, est de 8,8 °C et le cumul annuel moyen de précipitations est de 800,3 mm,. Pour l'avenir, les paramètres climatiques de la commune estimés pour 2050 selon différents scénarios d'émission de gaz à effet de serre sont consultables sur un site dédié publié par Météo-France en novembre 2022.

## Urbanisme

### Typologie
Au 1er janvier 2024, Roffiac est catégorisée commune rurale à habitat dispersé, selon la nouvelle grille communale de densité à 7 niveaux définie par l'Insee en 2022.
Elle est située hors unité urbaine. Par ailleurs la commune fait partie de l'aire d'attraction de Saint-Flour, dont elle est une commune de la couronne,. Cette aire, qui regroupe 36 communes, est catégorisée dans les aires de moins de 50 000 habitants,.

### Occupation des sols
L'occupation des sols de la commune, telle qu'elle ressort de la base de données européenne d’occupation biophysique des sols Corine Land Cover (CLC), est marquée par l'importance des territoires agricoles (85,2 % en 2018), en augmentation par rapport à 1990 (80,8 %). La répartition détaillée en 2018 est la suivante : 
prairies (64,6 %), zones agricoles hétérogènes (20,6 %), forêts (13,8 %), zones industrielles ou commerciales et réseaux de communication (0,7 %), milieux à végétation arbustive et/ou herbacée (0,3 %). L'évolution de l’occupation des sols de la commune et de ses infrastructures peut être observée sur les différentes représentations cartographiques du territoire : la carte de Cassini (XVIIIe siècle), la carte d'état-major (1820-1866) et les cartes ou photos aériennes de l'IGN pour la période actuelle (1950 à aujourd'hui).

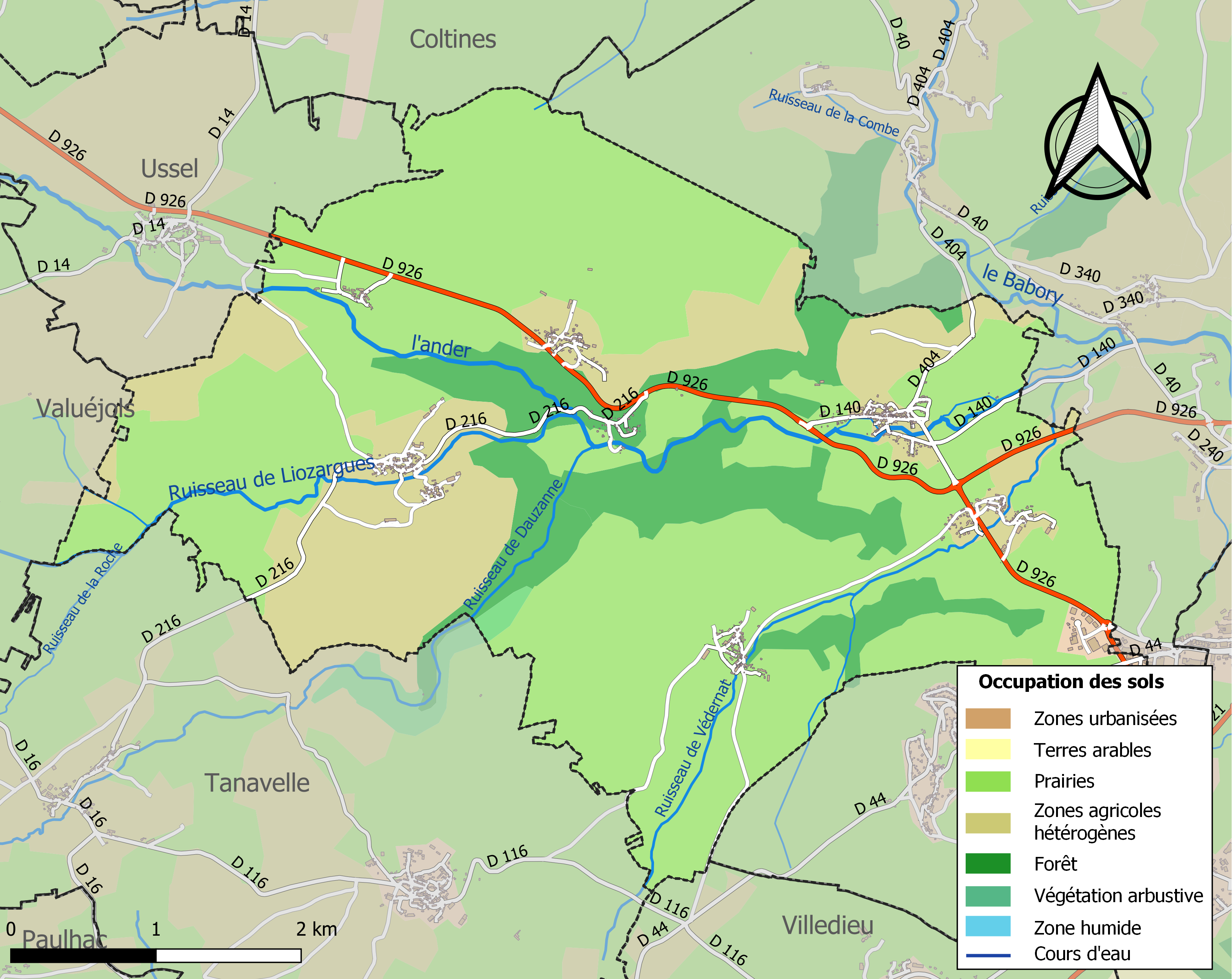
Carte des infrastructures et de l'occupation des sols de la commune en 2018 (CLC).

### Habitat et logement
En 2020, le nombre total de logements dans la commune était de 330, alors qu'il était de 307 en 2014 et de 277 en 2009.
Parmi ces logements, 79,7 % étaient des résidences principales, 9,1 % des résidences secondaires et 11,2 % des logements vacants. Ces logements étaient pour 91,4 % d'entre eux des maisons individuelles et pour 8,3 % des appartements.
Le tableau ci-dessous présente la typologie des logements à Roffiac en 2020 en comparaison avec celle du Cantal et de la France entière. Une caractéristique marquante du parc de logements est ainsi une proportion de résidences secondaires et logements occasionnels (9,1 %) inférieure à celle du département (20,6 %) et à celle de la France entière (9,7 %). Concernant le statut d'occupation des résidences principales, 84,1 % des habitants de la commune sont propriétaires de leur logement (81,6 % en 2014), contre 70,6 % pour le Cantal et 57,5 pour la France entière.
| Typologie                                               | Roffiac | Cantal | France entière |
| ------------------------------------------------------- | ------- | ------ | -------------- |
| Résidences principales (en %)                           | 79,7    | 67,7   | 82,1           |
| Résidences secondaires et logements occasionnels (en %) | 9,1     | 20,6   | 9,7            |
| Logements vacants (en %)                                | 11,2    | 11,7   | 8,2            |

## Politique et administration
| Période                                  | Période   | Identité                     | Étiquette | Qualité                                                                                         |
| ---------------------------------------- | --------- | ---------------------------- | --------- | ----------------------------------------------------------------------------------------------- |
| Les données manquantes sont à compléter. |           |                              |           |                                                                                                 |
| 1re moitié XXe siècle                    |           | Pierre Talandier (1868-1952) | Rad.      | Marchand de vins, conseiller d'arrondissement du canton de Saint-Flour-Nord (1904-1940).        |
| Les données manquantes sont à compléter. |           |                              |           |                                                                                                 |
| mars 2001                                | mars 2008 | Georges Roche                |           |                                                                                                 |
| mars 2008                                | juin 2020 | Aline Hugonnet               | DVD       | Retraitée fonction publique, conseillère départementale du canton de Saint-Flour-1 (2015-2021). |
| juin 2020                                | En cours  | Ghislaine Delrieu            |           |                                                                                                 |

## Population et société

### Démographie

#### Évolution démographique
L'évolution du nombre d'habitants est connue à travers les recensements de la population effectués dans la commune depuis 1793. Pour les communes de moins de 10 000 habitants, une enquête de recensement portant sur toute la population est réalisée tous les cinq ans, les populations de référence des années intermédiaires étant quant à elles estimées par interpolation ou extrapolation. Pour la commune, le premier recensement exhaustif entrant dans le cadre du nouveau dispositif a été réalisé en 2006.

En 2022, la commune comptait 562 habitants, en évolution de −8,02 % par rapport à 2016 (Cantal : −1,08 %, France hors Mayotte : +2,11 %).
| 1793 | 1800 | 1806 | 1821  | 1831 | 1836 | 1841 | 1846 | 1851 |
| ---- | ---- | ---- | ----- | ---- | ---- | ---- | ---- | ---- |
| 866  | 860  | 899  | 1 005 | 936  | 854  | 753  | 772  | 775  |

| 1856 | 1861 | 1866 | 1872 | 1876 | 1881 | 1886 | 1891 | 1896 |
| ---- | ---- | ---- | ---- | ---- | ---- | ---- | ---- | ---- |
| 770  | 686  | 632  | 616  | 669  | 644  | 711  | 682  | 660  |

| 1901 | 1906 | 1911 | 1921 | 1926 | 1931 | 1936 | 1946 | 1954 |
| ---- | ---- | ---- | ---- | ---- | ---- | ---- | ---- | ---- |
| 640  | 707  | 598  | 531  | 550  | 511  | 529  | 503  | 469  |

| 1962 | 1968 | 1975 | 1982 | 1990 | 1999 | 2006 | 2011 | 2016 |
| ---- | ---- | ---- | ---- | ---- | ---- | ---- | ---- | ---- |
| 445  | 421  | 406  | 459  | 558  | 563  | 571  | 590  | 611  |

| 2021 | 2022 | - | - | - | - | - | - | - |
| ---- | ---- | - | - | - | - | - | - | - |
| 583  | 562  | - | - | - | - | - | - | - |

#### Pyramide des âges
La population de la commune est plus jeune que celle du département. En 2020, le taux de personnes d'un âge inférieur à 30 ans s'élève à 29,2 %, soit un taux supérieur à la moyenne départementale (26,7 %). Le taux de personnes d'un âge supérieur à 60 ans (29,2 %) est inférieur au taux départemental (36,3 %).
En 2020, la commune comptait 307 hommes pour 298 femmes, soit un taux de 50,74 % d'hommes, supérieur au taux départemental (48,84 %).
Les pyramides des âges de la commune et du département s'établissent comme suit :
| Hommes | Classe d’âge | Femmes |
| ------ | ------------ | ------ |
| 0,6    | 90 ou +      | 0,3    |
| 6,8    | 75-89 ans    | 7,4    |
| 21,4   | 60-74 ans    | 21,8   |
| 23,2   | 45-59 ans    | 23,9   |
| 17,1   | 30-44 ans    | 19     |
| 14,2   | 15-29 ans    | 11,2   |
| 16,6   | 0-14 ans     | 16,3   |

| Hommes | Classe d’âge | Femmes |
| ------ | ------------ | ------ |
| 1,2    | 90 ou +      | 3,1    |
| 10,1   | 75-89 ans    | 13,5   |
| 22,9   | 60-74 ans    | 22,6   |
| 21,8   | 45-59 ans    | 20,5   |
| 16,1   | 30-44 ans    | 15,2   |
| 13,8   | 15-29 ans    | 11,9   |
| 14,2   | 0-14 ans     | 13,3   |

## Culture locale et patrimoine

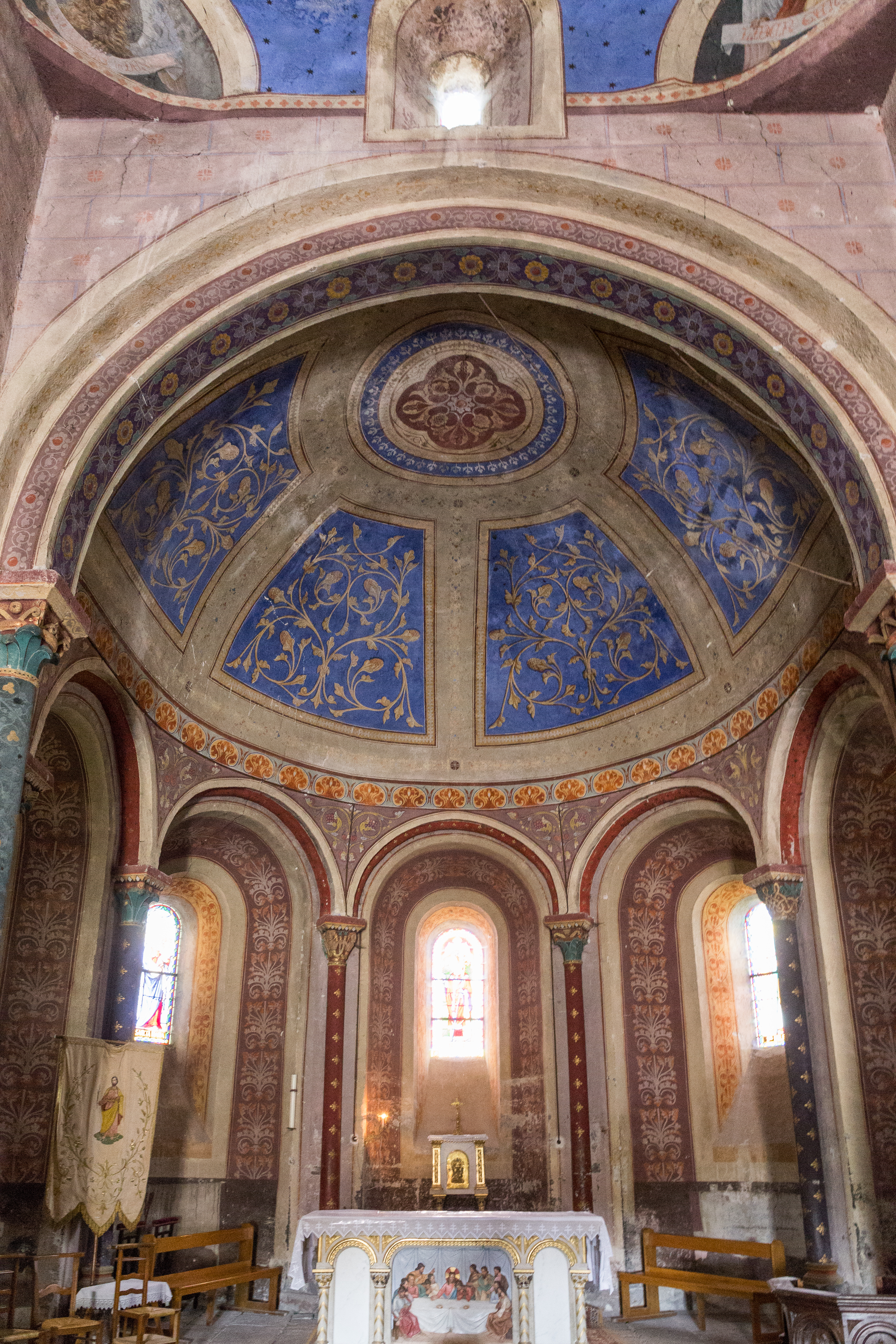

### Lieux et monuments
La commune abrite deux monuments historiques :
- l'église Saint-Gal, église romane du XIIe siècle, classée par arrêté du 19 août 1921[17],
- la tour du XVe siècle, vestige de l'ancien château de Belcastel, classée par arrêté du 4 décembre 1942[18].

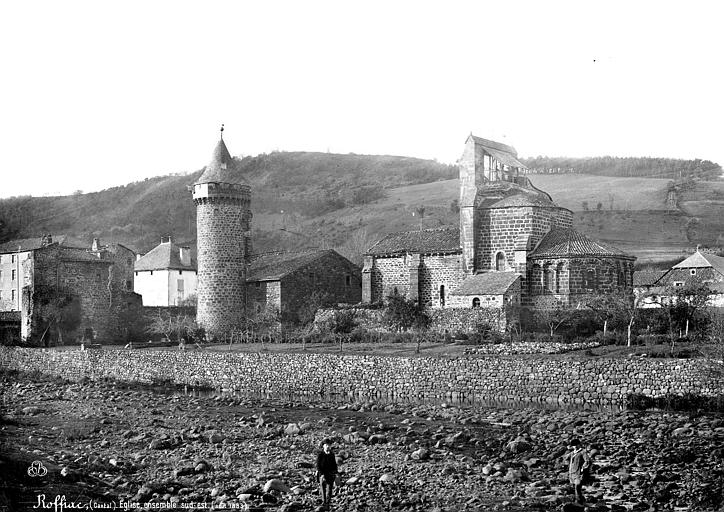
L'église et le village en 1883.
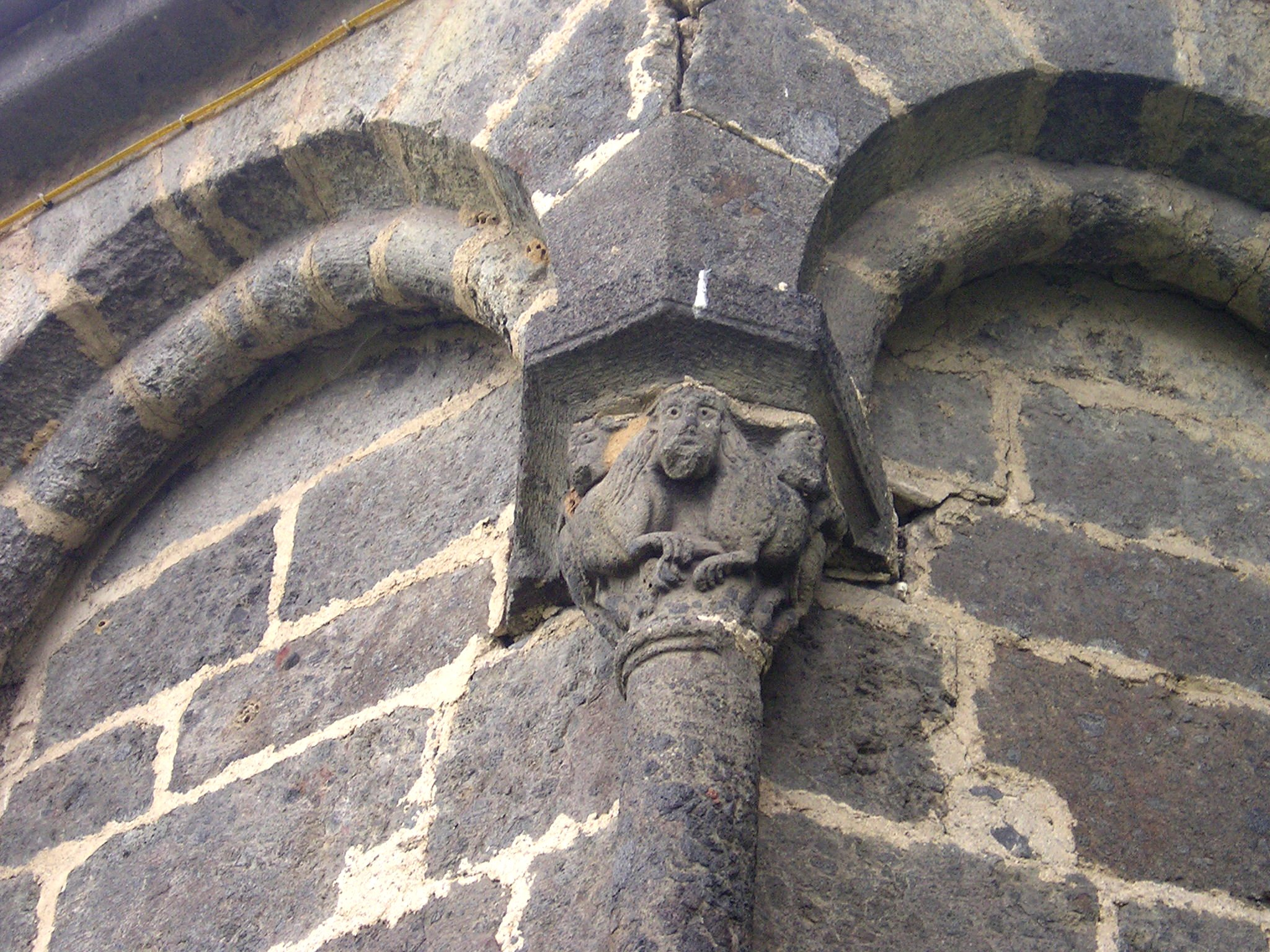
Détail de l'église.
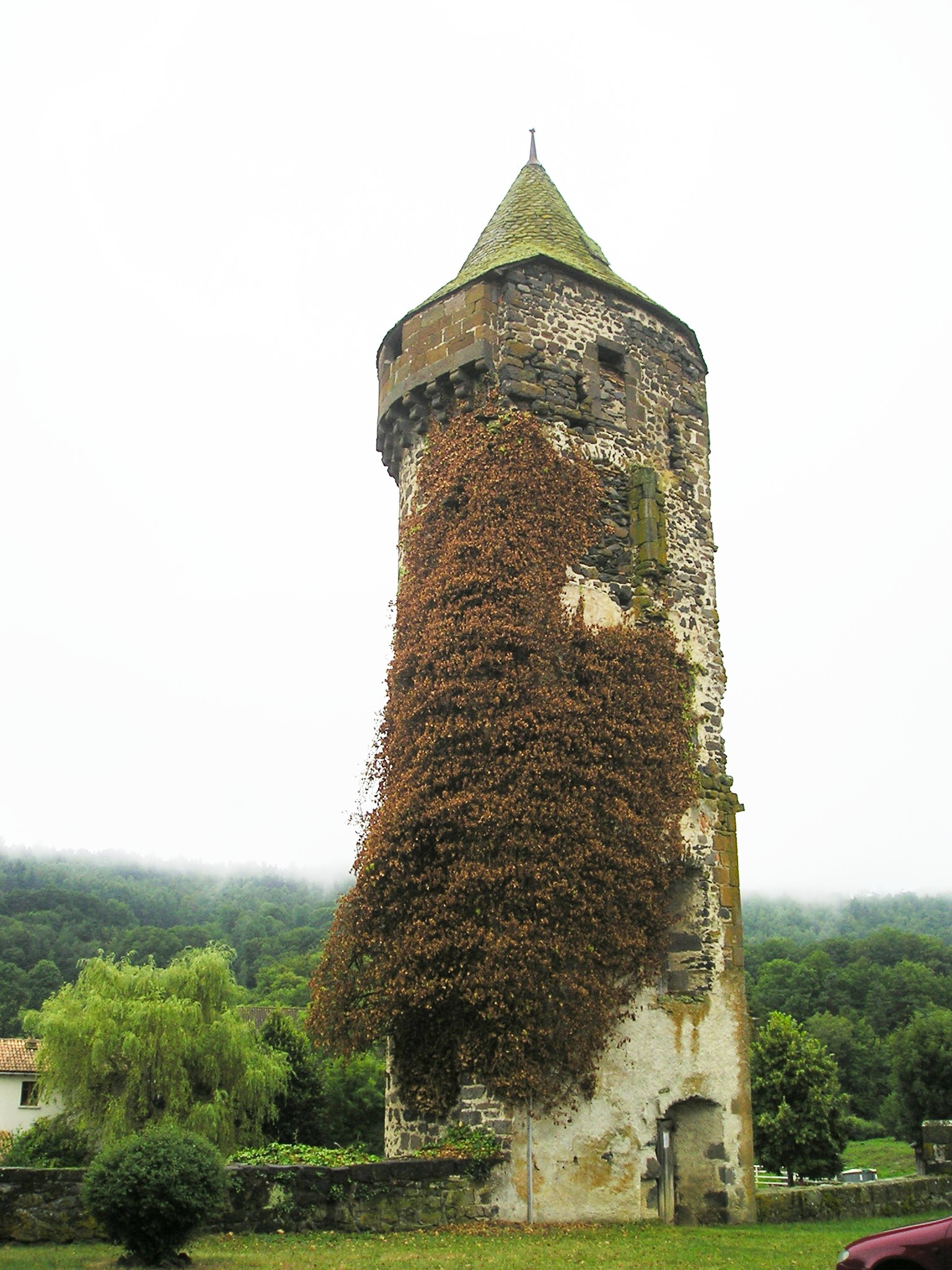
La tour de l'ancien château.

### Personnalités liées à la commune
- Guillaume de Roffiac, 14e recteur du Comtat Venaissin.